# Queen Elizabeth Way
La Queen Elizabeth Way (QEW) è un'autostrada che si trova nella provincia canadese dell'Ontario e che collega Toronto con la penisola del Niagara e Buffalo, nello Stato di New York. L'autostrada inizia al Ponte della Pace a Fort Erie e percorre 139,1 km intorno all'estremità occidentale del lago Ontario, terminando immettendosi nell'autostrada 427 a Toronto. Il percorso carrabile, tuttavia, continua come Gardiner Expressway fino al centro di Toronto. La QEW è una delle autostrade più trafficate dell'Ontario, con una media di quasi 200.000 veicoli al giorno in corrispondenza di alcuni tratti. I principali incroci autostradali sono con l'autostrada 420 nei pressi di Niagara Falls, con l'autostrada 405 a Niagara-on-the-Lake, con l'autostrada 406 a St. Catharines, con la Red Hill Valley Parkway a Hamilton, con l'autostrada 403 e con l'autostrada 407 a Burlington, con l'autostrada 403 al confine Mississauga–Oakville e con l'autostrada 427 a Etobicoke. All'interno della Municipalità Regionale di Halton, la QEW è denominata "autostrada 403". Il limite di velocità è di 100 km/h per la maggior parte della sua lunghezza, con le eccezioni tra Hamilton e St. Catharines, dove il limite è di 110 km/h.
La storia del QEW risale al 1931, quando iniziarono i lavori per ampliare la Middle Road similmente quanto successo alla vicina Dundas Highway e alla Lakeshore Road, lavori eseguiti durante la Grande depressione per tentare di risollevare l'economia. Dopo le elezioni provinciali del 1934, il ministro delle autostrade dell'Ontario Thomas McQuesten e il suo vice ministro Robert Melville Smith cambiarono il progetto in modo che fosse simile alle autostrade costruite in Germania, dividendo le direzioni di viaggio opposte e utilizzando complessi svincoli in prossimità dei principali incroci. Quando venne aperta al traffico nel 1937, è stata la prima autostrada interurbana in Nord America con i sensi di marcia divisi. Inoltre presentava il tratto di illuminazione autostradale più lungo del mondo. Sebbene all'epoca non fosse una vera autostrada, è stata gradualmente migliorata, ampliata e modernizzata a partire dagli anni '50, assumendo più o meno la sua forma attuale nel 1975. Da allora, vari progetti hanno continuato ad ampliare il percorso. Nel 1997, il governo provinciale ha trasferito la responsabilità del tratto della QEW tra l'autostrada 427 e il fiume Humber, alla città di Toronto. Queste tratto è stata successivamente rinominato come parte della Gardiner Expressway.